# Cmentarz żydowski w Legnicy

Cmentarz żydowski w Legnicy – cmentarz wyznawców judaizmu w Legnicy przy ul. Wrocławskiej.

## Historia
Cmentarz został założony w 1826 roku na terenie nad Kaczawą, przylegającym dziś do kościoła pw. św. Jacka (plac Papieża Wojtyły). Ponieważ teren był podmokły, wszystkie nagrobki z dotychczasowego kirkutu w 1837 roku przeniesiono w nowe miejsce, na ul. Wrocławską, na miejsce obok uruchomionego w 1822 r. cmentarza komunalnego, ograniczonego od zachodu ul. Cmentarną (do 1945 r. Inferburger Str.), od południa ul. Wrocławską (do 1945 r. Neue Breslauer Str.), a od wschodu i północy kwaterami komunalnymi. W 1974 r. wzdłuż wschodniej krawędzi cmentarza po terenach dawnej alei między cmentarzami poprowadzona została ulica Pamiątkowa, późniejsza Pątnowska.
Nowy cmentarz zajmował powierzchnię 1,02 ha. W 1877 roku powstał na jego terenie utrzymany w stylu neoromańskim dom przedpogrzebowy z bożnicą, wzniesiony przez rabina Moritza Landsberga, później pochowanego tutaj. W latach 1926–1938 kwatery wyznawców religii mojżeszowej istniały także na cmentarzu komunalnym.
W trakcie II wojny światowej cmentarz nie uległ zniszczeniu i przetrwał ją w dobrym stanie. Jest jednym z nielicznych i najlepiej na Dolnym Śląsku zachowanych zabytków tego typu. Najstarsze macewy i grobowce pochodzą z lat 1835–1838. Zwracają uwagę usytuowane wzdłuż głównej alei groby członków kahału oraz bożnica. Nekropolia jest użytkowana przez gminę żydowską do dziś, jednakże ze względu na jej małą liczebność grobów współczesnych jest tu niewiele.